# Ophelia Settle Egypt
Ophelia Settle Egypt (1903-1984) est une travailleuse sociale et une sociologue américaine. Elle est connue pour avoir été la première à réaliser des entretiens avec d'anciens esclaves de la traite négrière du commerce triangulaire, et pour son rôle de pionnière dans la mise en place du planning familial parmi les Afro-Américains défavorisés grâce au travail qu'elle mène à la Parklands Planned Parenthood Clinic de Washington, DC.

## Biographie
Ophelia Settle Egypt naît en 1903 dans une petite ville près de Carksville, au Texas. Elle mène ses études à l'Université de Pennsylvanie où elle obtient un MA en sociologie en 1928, puis à la Columbia University School of Social Work. De 1928 à 1930, elle mène des recherches sous la direction du sociologue noir Charles S. Johnson à l'Université Fisk à Nashville, dans l'État américain du Tennessee. Elle y conduit cent entretiens avec d'anciens esclaves, hommes et femmes, désormais âgés, qui avaient été réduits en esclavage pendant leur enfance,. Ces entretiens sont publiés par l'Université Fisk en 1968 dans le volume Unwritten History of Slavery : Autobiographical Accounts of Negro Ex-Slaves. Ce travail pionnier précède la mise en place de l'étude menée de 1936 à 1938 par la Works Progress Administration. Elle assiste également Charles Johnson dans l'élaboration de son étude du système des métayers, Shadow of the Plantation.
Durant la Dépression, Ophelia Settle Egypt quitte l'université Fisk et se rend à St Louis pour y participer à l'aide humanitaire. Elle obtient une bourse d'études de la National Association for the Prevention of Blindness qui lui permet d'étudier la médecine et la sociologie à l'Université de Washington. Cependant, les Noirs n'ayant alors pas le droit de prendre part aux cours, elle doit recevoir ses cours d'un tuteur. De 1935 à 1939, elle dirige le travail social médical au Flint-Goodridge Hospital à la Nouvelle-Orléans. Cinq ans après, elle mène des travaux de recherche pour le compte de James Weldon Johnson. De 1939à 1951, elle participe à l'élaboration d'un programme d'études à la Howard University School of Social Work. En 1952, Ophelia Egypt devient la directrice exécutive de la  Ionia R. Whipper Home, dans le sud-ouest de Washington DC, où elle prend part à l'aide humanitaire et rencontre de nombreuses familles afro-américaines pauvres dont les femmes, qui deviennent souvent mères dès l'adolescence, désespèrent d'accéder un jour à des informations et à des outils de planning familial. Ophelia Settl Egypt est embauchée en 1956 par Planned Parenthood pour venir en aide à cette communauté et s'y emploie pendant des années. Elle devient en 1957 la directrice de la première clinique de Planned Parenthood, poste qu'elle occupe pendant onze ans. La clinique prend son nom en 1981 et devient l'Ophelia Egypt Center.
Ophelia Settle Egypt meurt le 25 mai 1984 à l'âge de 81 ans.

## Postérité
La première clinique de Planned Parenthood prend en 1981 le nom d'Ophelia Egypt Center en l'honneur d'Ophelia Settle Egypt.